# Canada Steamship Lines
Canada Steamship Lines (CSL, рус. Кэ́нада Сти́мшип Лайнс) — канадское судоходное предприятие, расположенное в Монреале.
Основано в 1845 в Восточной Канаде. В 1951 предприятие купил владелец Algoma Джеймс Данн, который в 1963 продал его Power Corporation.
В 1986 его за 186 миллионов долларов приобрёл Пол Мартин. Когда он стал премьер-министром Канады, то был обвинён Квебекским блоком в использовании налоговых убежищ. Чтобы прекратить политические нападки, в 2004 он передал предприятие своим сыновьям.